# 聲優Grand Prix
聲優Grand Prix（声優グランプリ，簡稱）是主婦之友社每月10日（原則上）發售的聲優雜誌。1994年創刊。

## 概要
- 1994年11月30日於第三次聲優熱潮中以季刊發行，後來隔月發行，現在是月刊。
- 在主要發行流行、家庭、育兒雜誌的「主婦之友社」中是題材獨特的刊物。
- Vol.1的封面是國府田麻理子和井上喜久子。
- 有男性聲優的封面在Vol.21（1999年1月發售）初次出現，然而之後的封面還是女性聲優居多。第一次全男性的封面2001年10月號的Weiß kreuz。
- 2006年5月號開始把封面上的名字由改為。
- 2007年3月號，刊登井上奈奈穿著布魯馬的照片，在聲優雜誌較為罕見。2007年4月號更刊登酒井香奈子的泳裝照片。另一方面也有「用锦木装饰故乡」系列、「从辉煌的营业额中学习！托莎拉的白皮书」、「神谷浩史、我刚回来！」等題材比較正經的報導。

## 主要連載中的企劃

### LOVE MEGANE
2006年五月開始，以眼鏡為主題的連載。每一回都會換一位聲優（基本上是男女替換）。
- FILE.1　田中理惠　「‐」‐
- FILE.2　谷山紀章　上班族的假日
- FILE.3　新谷良子　「‐」‐
- FILE.4　吉野裕行　「‐」
- FILE.5　小清水亞美　「‐」浴衣、神社、祭典
- FILE.6　速水獎、福山潤　「‐」醫生
- FILE.7　淺野真澄　「成為大小姐的日子……」
- FILE.8　小西克幸　「‐」‐
- FILE.9　清水愛　「‐」軍人
- FILE.10　諏訪部順一　「noblesse oblige…紳士的田佐美」騎馬的英國紳士
- FILE.11　平野綾　「The littlewitch wears glasses」
- FILE.12　津田健次郎　「‐」壞掉了的上班族
- FILE.13　水樹奈奈　「Destructive Impulse」護士
- FILE.14　小野大輔　「今天一整天，我都是你的。」在假日做料理的男生
- FILE.15　中原麻衣　「‐」‐
- FILE.16　森久保祥太郎
- FILE.17　後藤邑子　「‐」‐
- FILE.18　高橋廣樹　「‐」‐
- FILE.19　白石涼子　「在睡不著覺的夜晚，想著你寫信哦♥」
- FILE.20　森川智之
- FILE.21　小林優
- FILE.22　置鮎龍太郎、津田健次郎、木内秀信
- FILE.23  堀江由衣
- FILE.24  宮野真守
- FILE.25  野中藍
- FILE.26  鈴木達央
- FILE.27  茅原實里
- FILE.28  杉田智和
- FILE.29  井上麻里奈
- FILE.30  神谷浩史
- FILE.31  名塚佳織
- FILE.32  下野紘
- FILE.33  伊藤静
- FILE.34  平川大輔
- FILE.35  戶松遙
- FILE.36  鳥海浩輔
- FILE.37  高桥智秋

## 關聯項目
- hm3 SPECIAL（音樂專科社）
- VOiCE Newtype（角川書店）
- 聲優Animedia（學習研究社）
- Voicha!（SHINKO MUSIC）

## 外部連結
- 官方網站 （页面存档备份，存于）（日語）